# رودخانه برت
رودخانه برت (انگلیسی: River Brett)  رودخانه‌ای در سافولک ، انگلستان است. سرچشمه آن در روستاهای شمال لاونهام است و از طریق هادلی  با رودخانه استور  تلاقی می‌کند.